# The New Yorker
Ne doit pas être confondu avec New Yorker (vêtements).
The New Yorker est un magazine américain qui publie des reportages, de la critique, des essais, des bandes dessinées, de la poésie et des fictions. Auparavant hebdomadaire, il est désormais publié quarante fois par an avec six éditions supplémentaires (en général plus épaisses), couvrant deux semaines.
Même si ses critiques et son agenda se concentrent sur la vie culturelle de la  ville de New York, The New Yorker a un large public en dehors de la ville grâce à la qualité d’écriture de ses journalistes. Le caractère cosmopolite et urbain du magazine se résume dans la rubrique Talk of the Town — Ce qui se dit en ville — qui propose de brefs et vifs commentaires sur la vie et la culture new-yorkaises, la culture populaire et l’excentrique Americana, même si cette rubrique s'est tournée au cours des dernières années de plus en plus vers le commentaire politique. Ses bandes dessinées, célèbres caricatures et ses nouvelles ont permis à ces genres une meilleure considération littéraire aux États-Unis. 
Au sein de la profession, les équipes de  The New Yorker chargées de la correction et de la vérification des faits sont réputées pour leur rigueur. Enfin, The New Yorker est célèbre pour ses écuries d'auteurs, journalistes, collaborateurs et critiques, tous parmi les meilleurs dans leurs catégories.

## Histoire
The New Yorker démarra le 17 février 1925 comme édition du 21 février. La une était un dessin d'un dandy examinant un papillon à travers son monocle. Il fut fondé par Harold Ross  et sa femme Jane Grant, journaliste au New York Times (première femme reporter de ce journal américain). Ross souhaitait créer un journal humoristique sophistiqué et subtil — se démarquant de la banalité et de la lourdeur des autres publications humoristiques,, telles que Judge pour lequel il avait travaillé, ou Life. Ross s'associa au promoteur Raoul H. Fleischman pour fonder l'entreprise F-R Publishing et installer les premiers bureaux du journal au 25 West Forty-fifth Street à Manhattan.
Ross continua à éditer le magazine jusqu'à sa mort en 1951. Au cours de ses premières années d'existence, parfois incertaines, le magazine s'enorgueillit de sa sophistication cosmopolite. Avec sa couverture illustrée par Rea Irvin représentant Eustace Tilley, un supposé dandy du début du siècle dernier,, The New Yorker publia dans sa première édition cette célèbre déclaration « It has announced that it is not edited for the old lady in Dubuque. » — « Il fait savoir qu'il n'est pas publié pour la vieille dame de Dubuque dans l’Iowa ». Sous cet apparent snobisme, se cache en fait un stimulant sens de l'autodérision et de l'ironie, décalage dont jamais le magazine ne se départira.
Bien que le magazine n'ait jamais perdu son sens de l'humour, The New Yorker s'est rapidement établi comme une tribune prééminente du journalisme « sérieux » et de la fiction. Peu de temps après la fin de la Seconde Guerre mondiale, l'essai Hiroshima de John Hersey remplit un numéro entier. Au cours des décennies suivantes, le journal publia les nouvelles de nombreux auteurs parmi les plus respectés des XXe  et  XXIe siècles, dont Ann Beattie, J. D. Salinger, Haruki Murakami, Alice Munro, Vladimir Nabokov, Philip Roth et John Updike. La publication de La Loterie de Shirley Jackson le 26 juin 1948 engendra plus de courrier après sa publication que toutes les autres nouvelles dans l'histoire de The New Yorker. Pendant ses premières décennies, le magazine publia parfois deux voire trois nouvelles chaque semaine, puis le rythme a été ramené ces dernières années à une histoire par numéro. Quoique certains thèmes et styles littéraires soient plus récurrents que d'autres dans les fictions publiées par The New Yorker, les récits du magazine se distinguent moins par leur uniformité que par leur diversité, des récits intimistes de John Updike aux côtés surréalistes de Donald Barthelme, allant de tranches de vie de New-Yorkais névrosés à des récits situés dans des lieux et époques variés et traduits de nombreuses langues.
Les articles de fond constituent la plus grosse partie du magazine : ils sont connus pour couvrir un ensemble éclectique de thèmes. On trouve parmi les sujets récents l'excentrique évangéliste Creflo Dollar, les différentes manières dont les humains perçoivent le passage du temps et le syndrome de Münchhausen.
Une française, Françoise Mouly, est directrice artistique depuis 1993 et choisit les couvertures du magazine,.

## Couvertures
Cette couverture du magazine est traditionnellement un dessin, un choix correspond à cette volonté d'être à la fois drôle, subtil, et sérieux sur l'information délivrée au lecteur. Au cours du temps, cette Une a su être souvent historique, critique, mais aussi provocatrice ou polémique.
La couverture du magazine du 21 juillet 2008 déclenche ainsi une controverse aux États-Unis en pleine campagne présidentielle. Une caricature en pleine page représente le candidat démocrate Barack Hussein Obama et sa femme Michelle habillés, lui en terroriste musulman et elle en militante du Black Panther Party, se tenant dans le Bureau ovale avec un portrait d'Oussama Ben Laden au mur et le drapeau américain brûlant dans la cheminée. Face aux critiques sur ce dessin, le magazine a tenté d'expliquer que c'était une satire de la caricature que la droite conservatrice avait essayé de donner d'Obama,.

## Liste des directeurs éditoriaux
- 1925-1951 : Harold Ross[3]
- 1951-1987 : William Shawn (en)[2],[12]
- 1987-1992 : Robert Gottlieb (en)[12],[13],[14]
- 1992-1998 : Tina Brown[14],[15]
- depuis 1998 : David Remnick (en)[15]

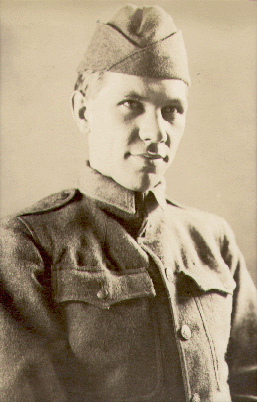
Harold Ross.
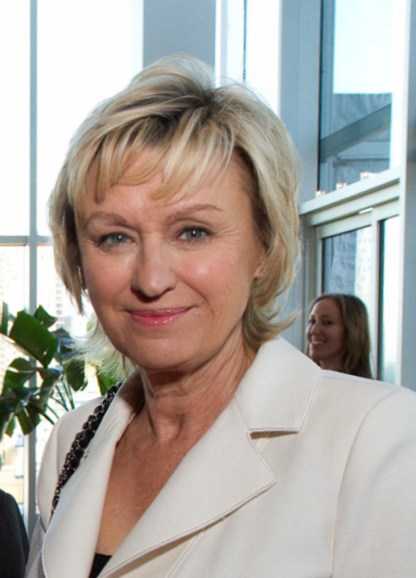
Tina Brown.
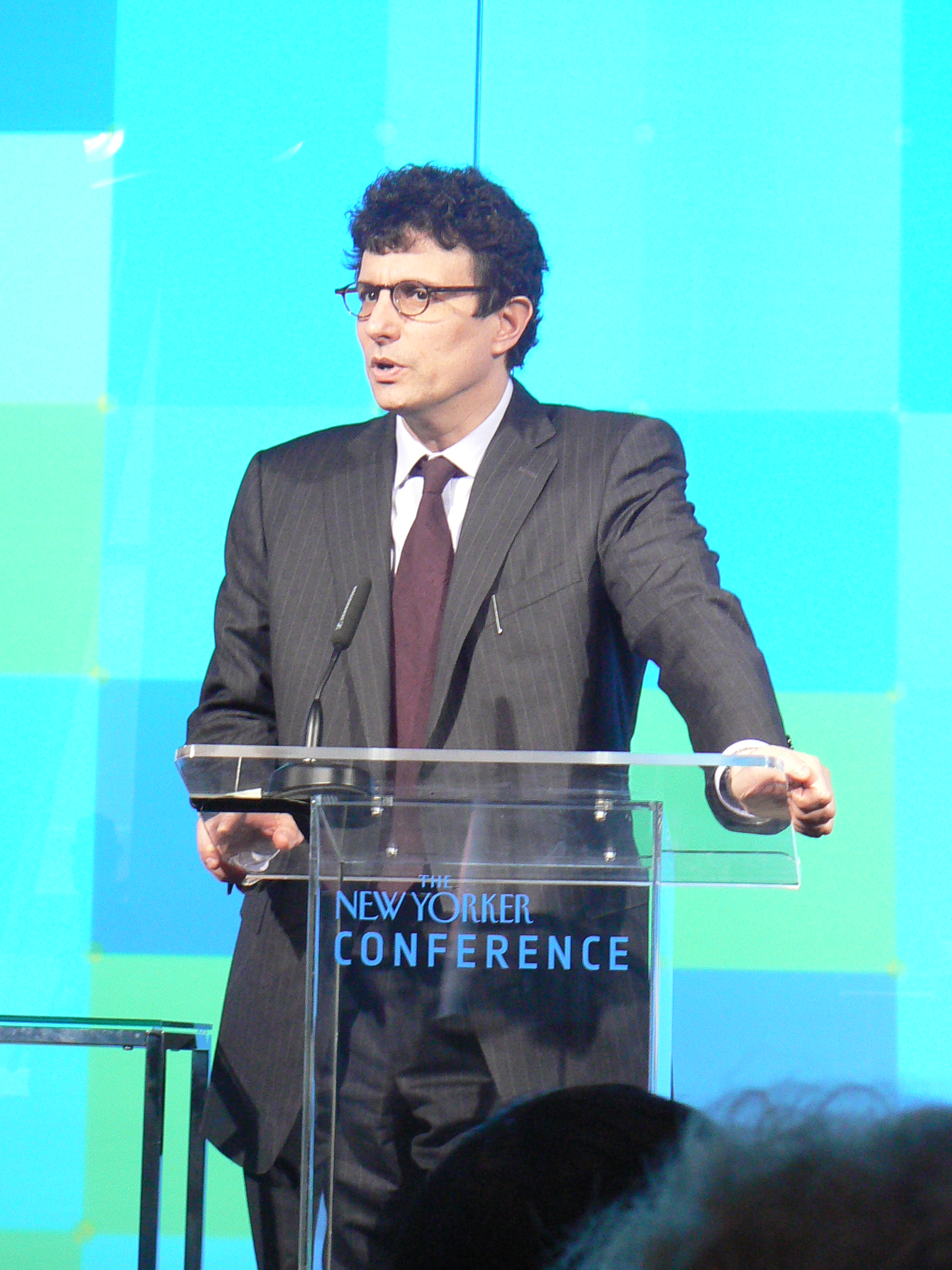
David Remnick.

## Collaborateurs historiques

### Écrivains
Truman Capote, Janet Flanner, Stephen King, Haruki Murakami, Vladimir Nabokov, Dorothy Parker, Philip Roth, J. D. Salinger, James Thurber, John Updike, E. B. White, etc.

### Dessinateurs
Charles Addams, Rea Irvin, Saul Steinberg, Gahan Wilson, Jean-Jacques Sempé, Helen Hokinson, Peter Arno, Whitney Darrow Jr., Henry Martin, Pascal Campion, Frank Walts, etc.

### Journalistes
Lillian Ross

### Essais anglophones
- Dale Kramer, Ross and the New Yorker, Garden City, état de New York, Doubleday and Co, 1952, 336 p. (LCCN 51014118, lire en ligne),
- James Thurber, The Years with Ross, Boston, Massachusetts, Little, Brown (réimpr. 1975, 1984, 2000) (1re éd. 1959), 330 p. (LCCN 58011443, lire en ligne),
- Jane Grant (préf. Janet Flanner), Ross, The New Yorker and Me, New York, Reynal, 1968, 288 p. (LCCN 68012154, lire en ligne)
- Brendan Gill, Here at the New Yorker, New York, Random House (réimpr. 1987, 1997) (1re éd. 1975), 424 p. (LCCN 74023927, lire en ligne)
- E.J. Kahn Jr., About The New Yorker & Me : A Sentimental Journal, New York, Putnam (réimpr. 1988) (1re éd. 1979), 470 p. (LCCN 78011497, lire en ligne),
- Jay McInerney, Bright Lights, Big City, New York, Vintage Books (réimpr. 2000, 2009) (1re éd. 1984), 260 p. (LCCN 87040270, lire en ligne),
- Linda H. Davis, Onward and Upward : A Biography of Katharine S. White, New York, Harper & Row, 1987, 342 p. (ISBN 9780060157500, LCCN 86046055, lire en ligne),
- E. J. Kahn, At Seventy : more about the New Yorker & me, New York, Viking, 1988, 312 p. (ISBN 9780670824113, LCCN 88005658, lire en ligne),
- Katharine and E.B. White : An Affectionate Memoir, Isabel Russell (1988)
- The Last Day of New York, Gigi Mahon (1989)
- Genius in Disguise: Harold Ross of the New Yorker, Thomas Kunkel (1997)
- Remembering Mr. Shawn's New Yorker: The Invisible Art of Editing, Ved Mehta (1998)
- Here But Not Here:  My Life with William Shawn and the New Yorker, Lillian Ross (1998)
- The World Through a Monocle: The New Yorker at Midcentury, Mary F. Corey (1999)
- Gone: The Last Days of the New Yorker, Renata Adler (2000)
- Letters from the Editor: The New Yorker's Harold Ross sous la direction de Thomas Kunkel (2000; lettres couvrant les années 1917 à 1951)
- Defining New Yorker Humor, Judith Yaross Lee (2000)
- NoBrow: The Culture of Marketing - the Marketing of Culture, John Seabrook (2000)
- New Yorker Profiles 1925-1992: A Bibliography rassemblé par Gail Shivel (2000)
- About Town: The New Yorker and the World It Made, Ben Yagoda (2000)
- A Life of Privilege, Mostly, Gardner Botsford (2003)
- Christmas at The New Yorker: Stories, Poems, Humor, and Art ((2003)
- Maeve Brennan: Homesick at the New Yorker, Angela Bourke (2004)
- The New Yorker. L'encyclopédie des dessins d'humour, sous la direction de Jean-Loup Chiflet, coffret de deux volumes reliés sous étui, Les Arènes (2019)

### Articles
- Marshall Schacht, « The New Yorker », Poetry, vol. 51, no 4,‎ janvier 1938, p. 202 (1 page) (lire en ligne )
- « The New Yorker Covers », The Bulletin of the Cleveland Museum of Art, vol. 27, no 3,‎ mars 1940, p. 37 (1 page) (lire en ligne ),
- Calvin Tomkins et June L. Orton, « The New Yorker : Aftermath », Bulletin of the Orton Society, vol. 14,‎ 1964, p. 94 (1 page) (lire en ligne ),